# Ajamil de Cameros
Ajamil de Cameros es un municipio de la comunidad autónoma de La Rioja (España). Está situado en la cuenca del río Leza, comarca del Camero Viejo. Está formado por tres núcleos de población: Ajamil de Cameros, Larriba y Torremuña. Pertenece al partido judicial de Logroño. El 16 de mayo de 2008 el Parlamento de La Rioja aprobó el cambio del nombre del municipio, de Ajamil a Ajamil de Cameros.

## Etimología
(I) En el Diccionario del historiador don Miguel Cortés se hallan las siguientes referencias de Plinio: 
“... In universam Hispaniam M. Varro pervenisse iberos (14) et persas (15) et phoenicas (16), celtasque (17), et poenos tradit (18)... [Plinio, Naturalis historiae III, 8].
(14) No los iberos de la Georgia, sino los iberos de Thobel. Aquellos, según muchos autores, fueron colonia de estos. (15) No los de Nabucodonosor, como opinó Megastenes, sino los del Eúfrates, de donde vino Thobel o Thubal. (16) Estos son los tyrios que se establecieron en España después de los iberos del Eúfrates, o thobelios. (17) Vinieron de la Scytia y de la Tracia. (18) Los poenos son los cartagineses.
[Traducción del texto latino] ... Marco Varron ha dejado escrito que a toda España vinieron iberos, y persas, y fenicios, y celtas y cartagineses (8)...
(8) Marco Varron, diligentísimo investigador de los orígenes de las naciones, nos dio aquí una exacta idea de la población de España y de sus épocas. Los primeros pobladores fueron los iberos y persas que vinieron con Tubal; después de estos los fenicios. Los griegos focenses vinieron en tiempo de Argantonio. Después los scitas o los getas, llamados en hebreo celtas, y de ellos se formó la Celtiberia. Después los cartagineses...”.
Realizadas consultas en tres diccionarios del inglés al persa, en dos de ellos la traducción del adjetivo persa dan «âjamī» (p. 523)  y «ʿajamíy» (p. 326), y en el tercero «ʿajamí» (p. 246), con el añadido tájík [tajiko o tayiko], idioma hablado en Tayikistán y que, como el persa, está comprendido entre las lenguas de origen indoiranio. 
Dónde, hipotéticamente, cabría originar Ajamil dentro de un ámbito histórico, ¿en la cita antiquísima —según el criterio del señor Cortés— de M. Terencio Varrón? ¿Quizá en el viaje hasta Samarcanda realizado por Ruy González de Clavijo, embajador del rey Enrique III de Castilla, con valija y presentes diplomáticos para el Gran Tamerlán? 
En otro diccionario inglés-persa-árabe, se recogen otras curiosas similitudes que podrían tener posibilidades hispanas, como por ejemplo:
```
«isbil, 
nombre de un pueblo de Yemen.
 [Nombre de] 
Sevilla
» (p. 73). 
«
ispandyār
, 
nombre de un hijo de 
Gushtasp
» (p. 73).
«ispanūy, 
nombre de una mujer
» (p. 73).
«ispahān, 
capital del Irak persa
» (p. 73).
[
9
]
```

Concretamente ispahān se corresponde con la actual Isfahán iraní, citada en el diccionario como capital de la región histórica ʿIrāq-i ʿAjam(ī) o Iraq Persa (antigua Media o parte de ella); por lo que ʿajam(ī) —enlace con referencias a Al Andalus y a la aljamía— viene a decir persona persa o temas relacionados con el ámbito iraní, y en este caso Ajamil, prerromana o medieval (el embajador Ruy González de Clavijo viajó por la antigua Media y probablemente tuvo ascendencia riojana en Clavijo), quizá halle su raíz etimológica en la vastísima historia  persa (II).
De (I) a (II) datos del ensayo Vástagos de Hércules, pendiente de edición.

## Geografía
Hay dos ríos: Vargas (también denominado Rabanera) y Vadillos, ambos afluentes del Leza por la derecha.
En la zona sur se encuentran las estribaciones septentrionales de la sierra del Hayedo de Santiago, que hacia el oeste, enlaza con cerro Castillo (1683 m), conjunto que presenta altitudes por encima de los 1600 m y culmina en Canto Hincado (1758 m). Esta es la zona más alta del municipio.
Al oeste del municipio esta la Sierra de Camero Viejo (1700, 1300 m), que delimita el municipio. El relieve pierde altitudes hacia el norte y el este, (Portezuela, 1510 m; La Madorra. 1470 m). En los valles de las cuencas de los ríos Vargas y Vadillos, las altitudes disminuyen a medida que avanza el cauce.

## Historia
En 1366 cuando Enrique II de Castilla de Trastámara se hizo coronar rey en Calahorra, el caballero navarro Juan Ramírez de Arellano recibió de este el Señorío de Cameros en recompensa a los servicios prestados. Ajamil estaba comprendida entre los pueblos y lugares de dicho señorío y pasó a poder de los condes de Aguilar, señores de Cameros, hasta la abolición de los señoríos con la Constitución española de 1812.
En el censo de la población de Castilla del siglo XVI figura Ajamil, junto a Nájera, con 50 vecinos, alrededor de 300 individuos.

### Icnitas
Durante el periodo Cretácico inferior formó parte de una llanura encharcada que se desecaba periódicamente, dejando atrás zonas fangosas en las que las huellas de dinosaurio quedaban marcadas a su paso. Con el tiempo éstas se secaban y cubrían con nuevos sedimentos cuyo peso prensaba las capas inferiores, haciéndolas solidificar en rocas con el paso de millones de años. La erosión ha ido desgastando las capas superiores haciendo visibles muchas de estas formaciones rocosas, permitiendo observar las icnitas.
En el municipio se encuentra el yacimiento de "El contadero". Se sitúa en la localidad de Torremuña, al norte de Los Corrales de Santa Cristina y es de difícil acceso. En él se observan 24 huellas de dinosaurios herbívoros que caminaban a dos patas (ornitópodos). Aparecen siete rastros con huellas de tres grandes dedos gruesos. Se aprecian almohadillas en los dedos y en la planta.

## Demografía
Cuenta con una población de 85 habitantes (INE 2024).
| Gráfica de evolución demográfica de Ajamil de Cameros entre 1842 y 2021 |
| |
| Población de derecho según los censos de población del INE Población de hecho según los censos de población del INEEn estos censos se denominaba Ajamil: 1842, 1857, 1860, 1877, 1887, 1897, 1900, 1910, 1920, 1930, 1940, 1950, 1960, 1970, 1981, 1991 y 2001 Entre el censo de 1981 y el anterior, crece el término del municipio porque incorpora a 26085 (Larriba) |

### Población por núcleos
Desglose de población según el Padrón Continuo por Unidad Poblacional del INE.
| Núcleos           | Habitantes (2021) | Varones | Mujeres | Notas                        |
| ----------------- | ----------------- | ------- | ------- | ---------------------------- |
| Ajamil de Cameros | 49                | 33      | 16      |                              |
| La Aldehuela      | 0                 | 0       | 0       | Despoblado en el siglo XVIII |
| La Edradilla      | 0                 | 0       | 0       | Despoblado en el siglo XVII  |
| Larriba           | 7                 | 5       | 2       |                              |
| Torremuña         | 11                | 9       | 2       |                              |

## Administración
| Periodo   | Nombre                       | Partido        |
| --------- | ---------------------------- | -------------- |
| 1979-1983 | Isidro Oliván Díaz           | CD             |
| 1983-1987 | Vicente Ruiz Moreno          | Independientes |
| 1987-1991 | Vicente Ruiz Moreno          | AP             |
| 1991-1995 | Constantino San Miguel Ochoa | PR             |
| 1995-1999 | Constantino San Miguel Ochoa | PR             |
| 1999-2003 | Constantino San Miguel Ochoa | PR             |
| 2003-2007 | Emilio Terroba Moreno        | PP             |
| 2007-2011 | Emilio Terroba Moreno        | PP             |
| 2011-2015 | Emilio Terroba Moreno        | PP             |
| 2015-2019 | Eduardo García Galilea       | PR             |
| 2019-2023 | Emilio Terroba Moreno        | PP             |

## Economía
La economía del municipio es básicamente agrícola y ganadera.
La agricultura es de huerta: borraja, acelga, patata, pimiento, y forrajes.

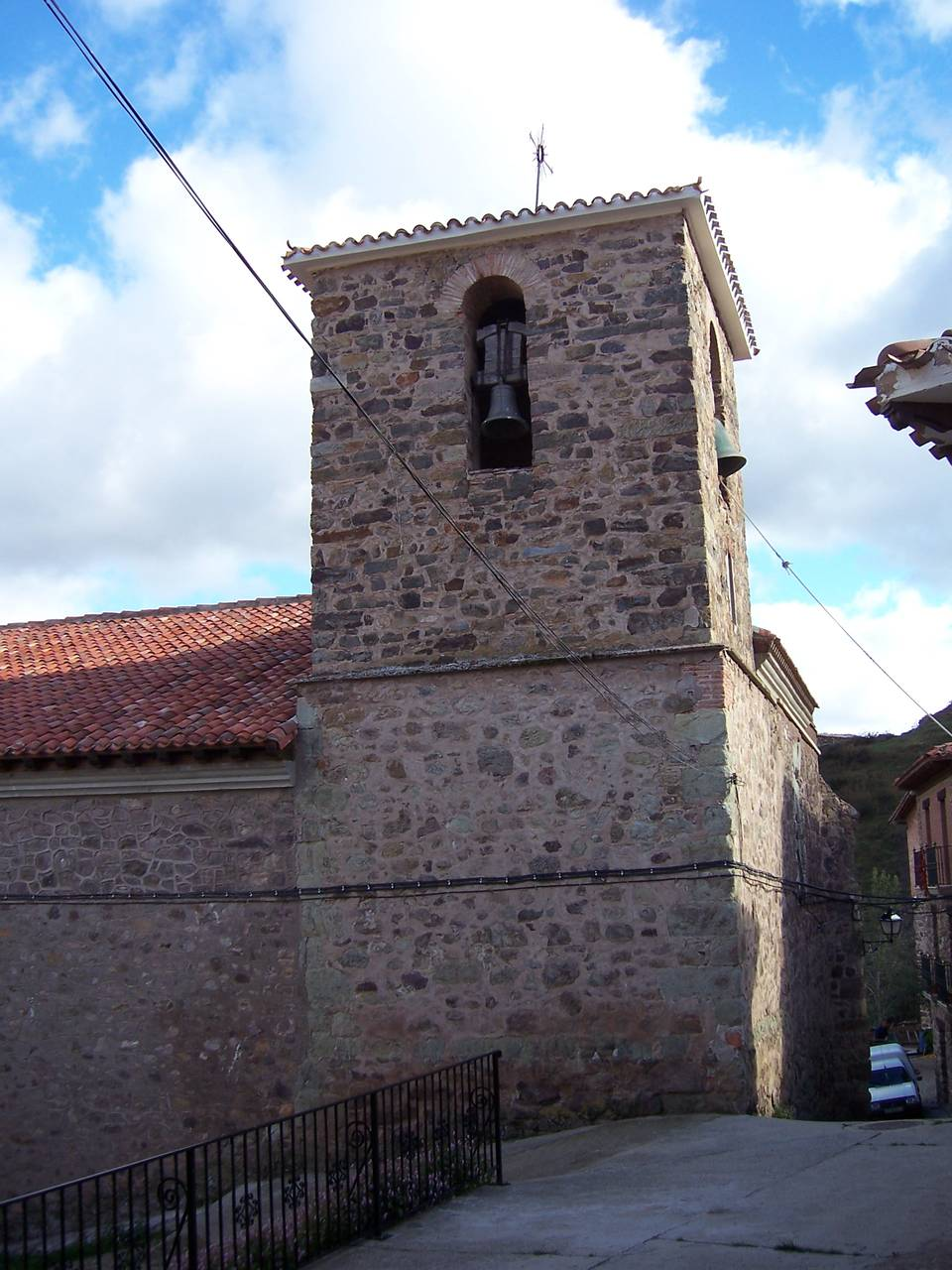
Iglesia parroquial de la Asunción.

La ganadería es la base de la economía local, cuya cabaña está compuesta por vacuno y equino.
La superficie de terreno forestal supera las 5.800 ha
Hay abundante caza, sobre todo jabalí.

### Evolución de la deuda viva
El concepto de deuda viva contempla sólo las deudas con cajas y bancos relativas a créditos financieros, valores de renta fija y préstamos o créditos transferidos a terceros, excluyéndose, por tanto, la deuda comercial.
Entre los años 2008 a 2014 este ayuntamiento no ha tenido deuda viva.

## Monumentos
- La iglesia parroquial de la Asunción fue erigida a principios del siglo XVI, aunque sufrió obras de transformación a lo largo del siglo XVII.[15] Edificio construido en mampostería, consta de tres naves: la central, de tres tramos, y las laterales, de dos. Posee un retablo que fue restaurado hace unos años.

- La fuente, de la Plaza de la Iglesia, posiblemente medieval,[15] con arca de medio cañón resguardada bajo arco de medio punto y la imagen de la Inmaculada, de fines del siglo XVIII y que se conserva en la escuela.

- La ermita de San Martín es de estilo barroco del siglo XVII.[15] Se trata de una capilla cuadrada primitivamente cubierta por cúpula sobre pechinas. A los pies, el pórtico y el ingreso de medio punto.

- La ermita de San Miguel, hoy casi desaparecida, barroca del siglo XVII, construida en mampostería, con cúpula sobre pechina s e ingreso doble adintelado.

- Acueducto sobre el Río Vargas, construido en la segunda mitad del siglo XVI, de dos arcos de medio punto,[15] con escudo en el machón central.

- Lavandería, a las orillas del río Vargas. Fue una antigua lavandería de lana. Actualmente se encuentra en ruinas.[15]

## Fiestas locales
Las fiestas patronales se celebran en torno al día de San Cristóbal, 10 de julio. En la víspera, los mozos adornan las ventanas de las muchachas solteras con ramas y les dan la ronda. Son las canciones de la "enramada". El día de la fiesta se reparte un bollo de pan bendecido y vino.
Existe la Asociación Cultural de Ajamil creada por habitantes, descendientes de habitantes y amigos de la localidad. La asociación organizó en 1999 el Día del Camero Viejo, publicando con este motivo el libro Recuerdos de Ajamil.
En 2014 se celebró en esta localidad riojana "El día del Camero Viejo".

## Galería de imágenes

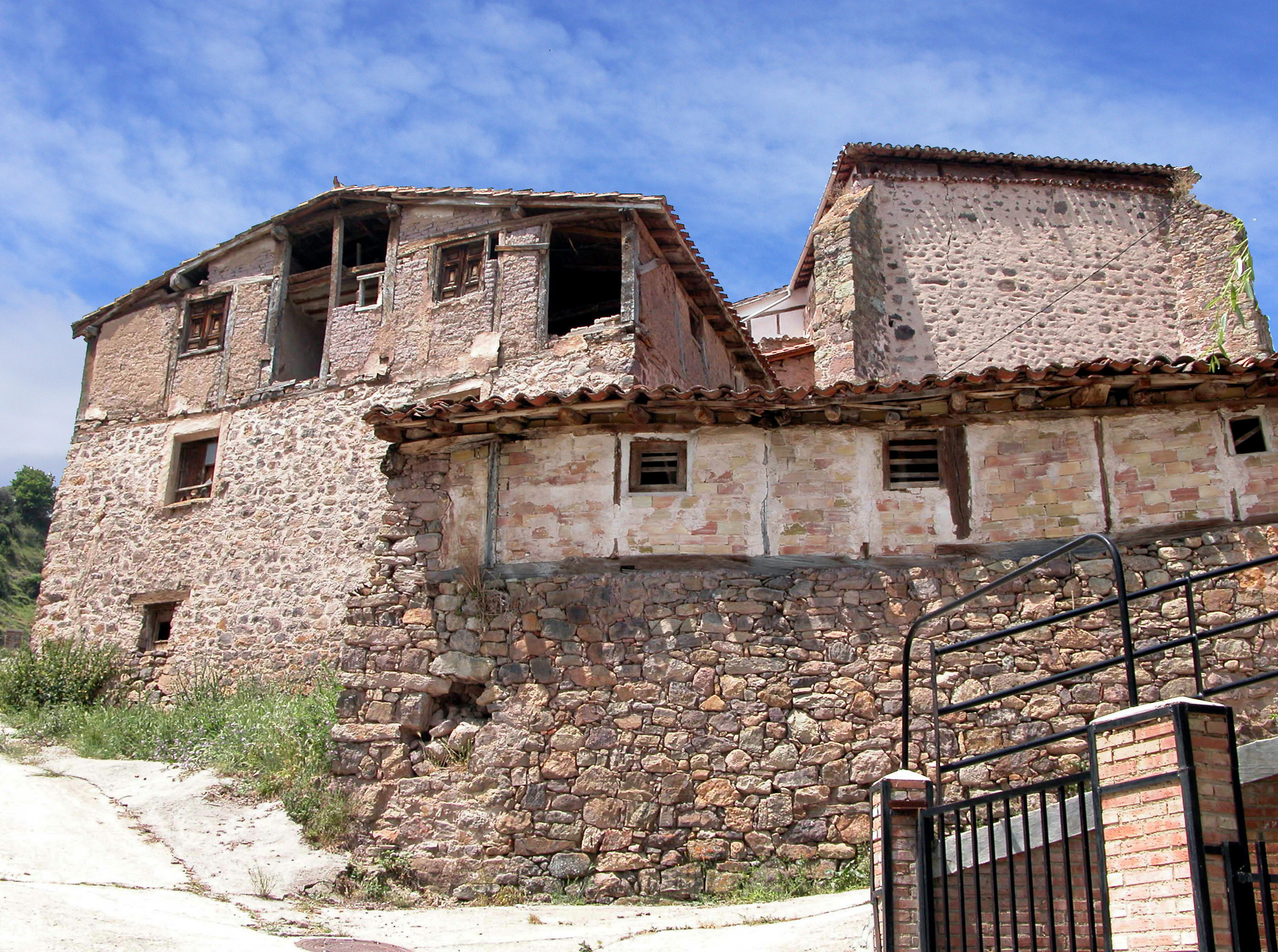
Arquitectura típica camerana.
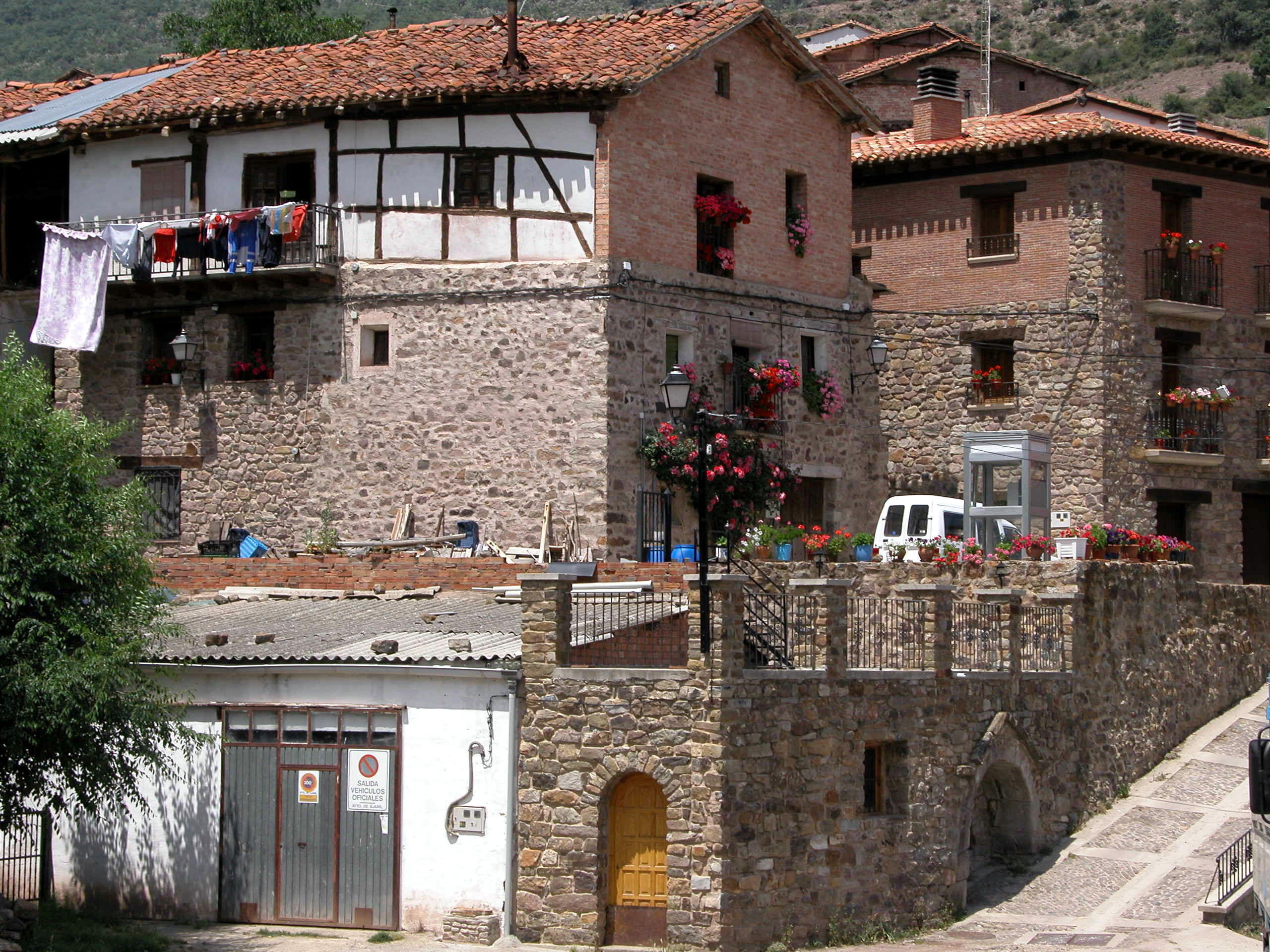
Centro urbano.
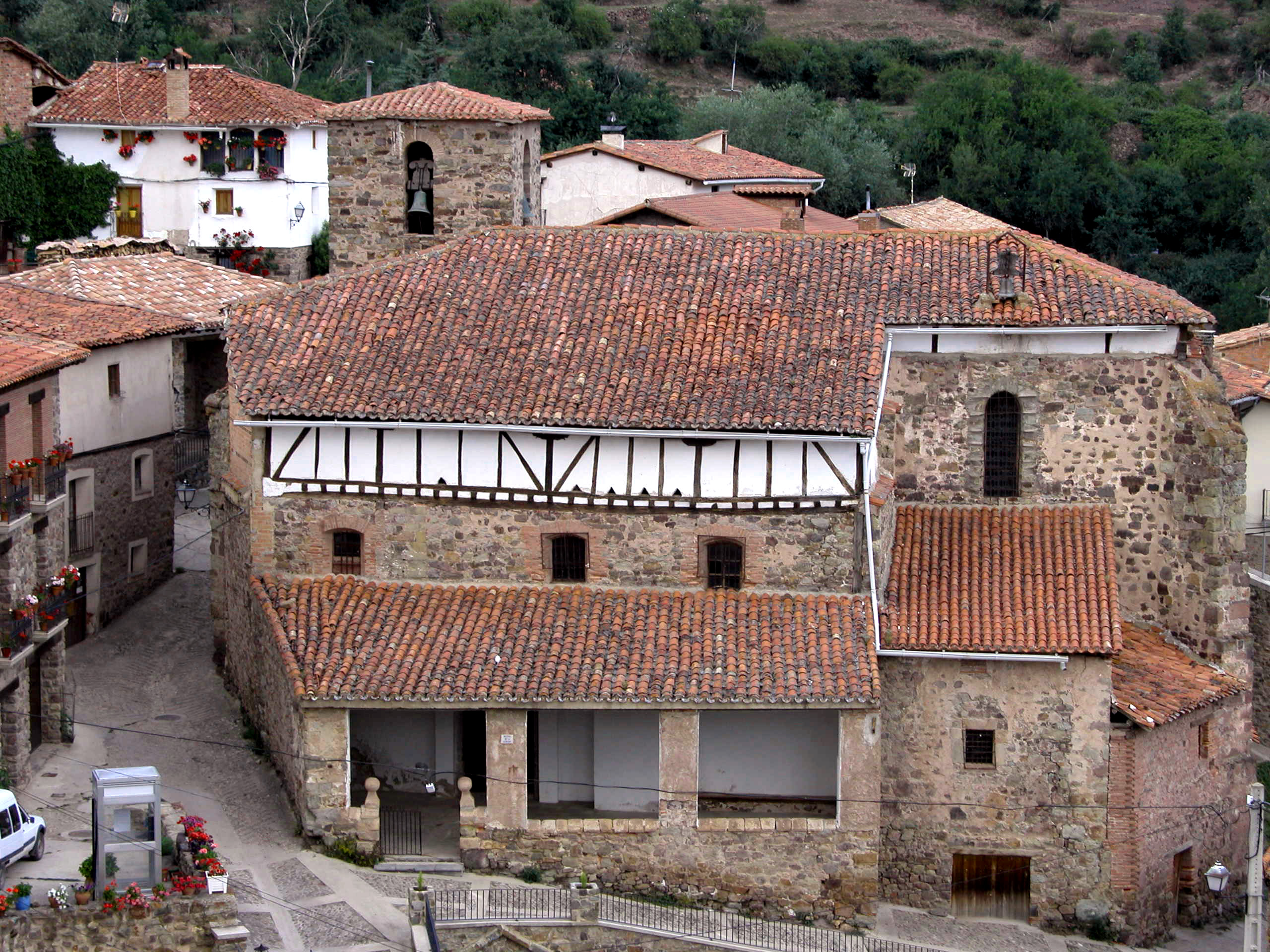
Iglesia de la Asunción (ss. XVI-XVII).
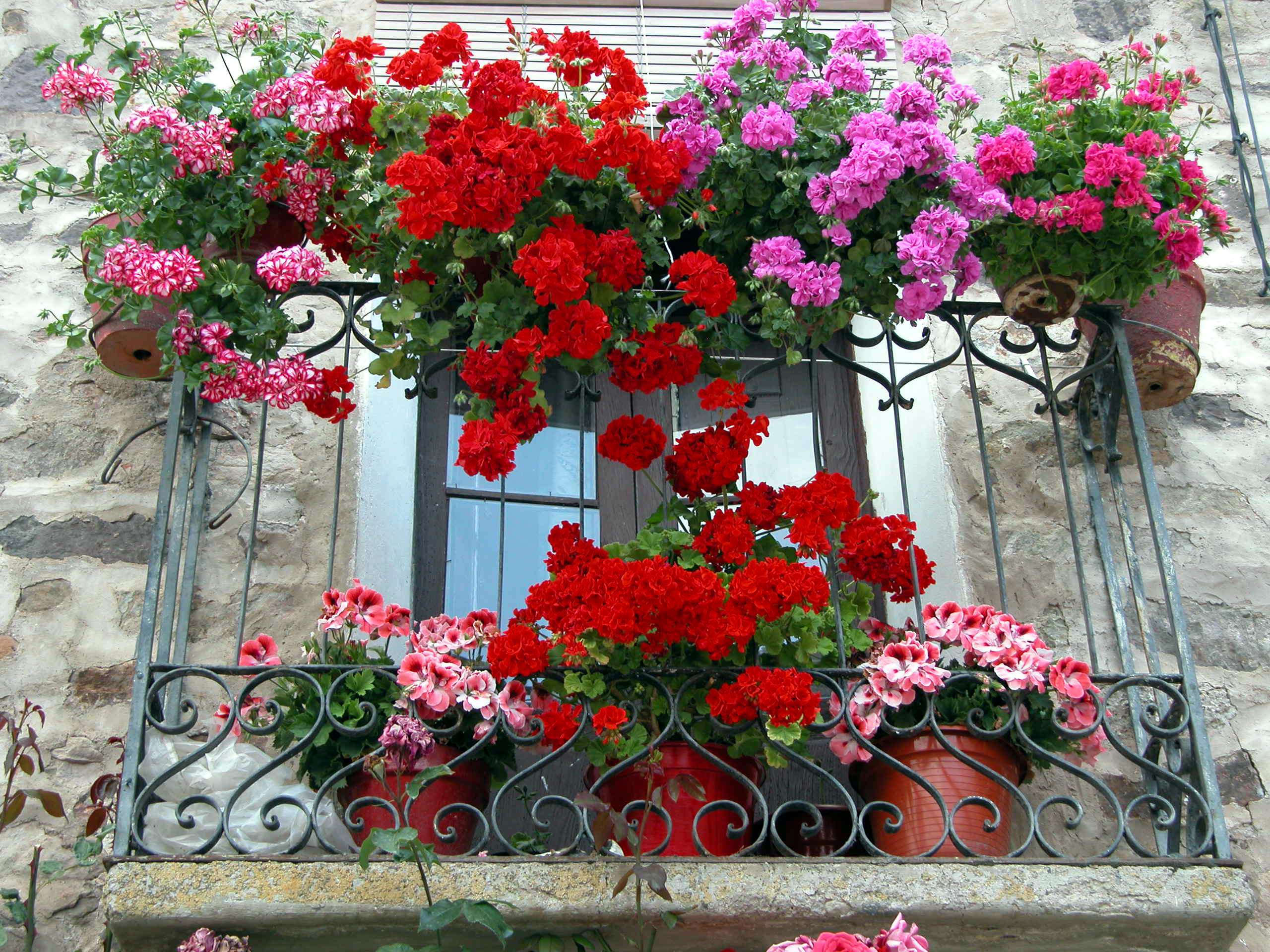
Uno de sus floridos balcones.
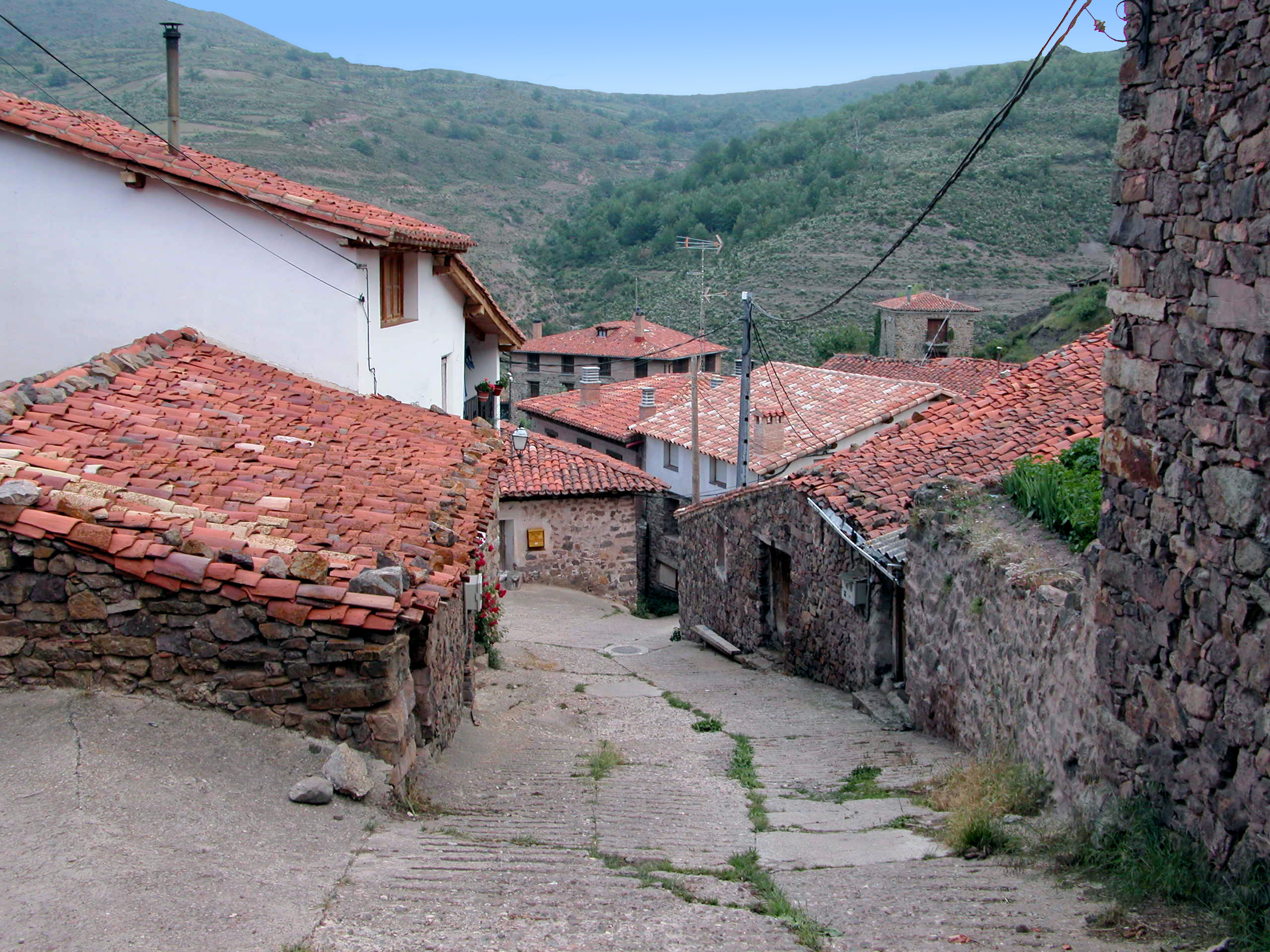
Típica calle del pueblo.
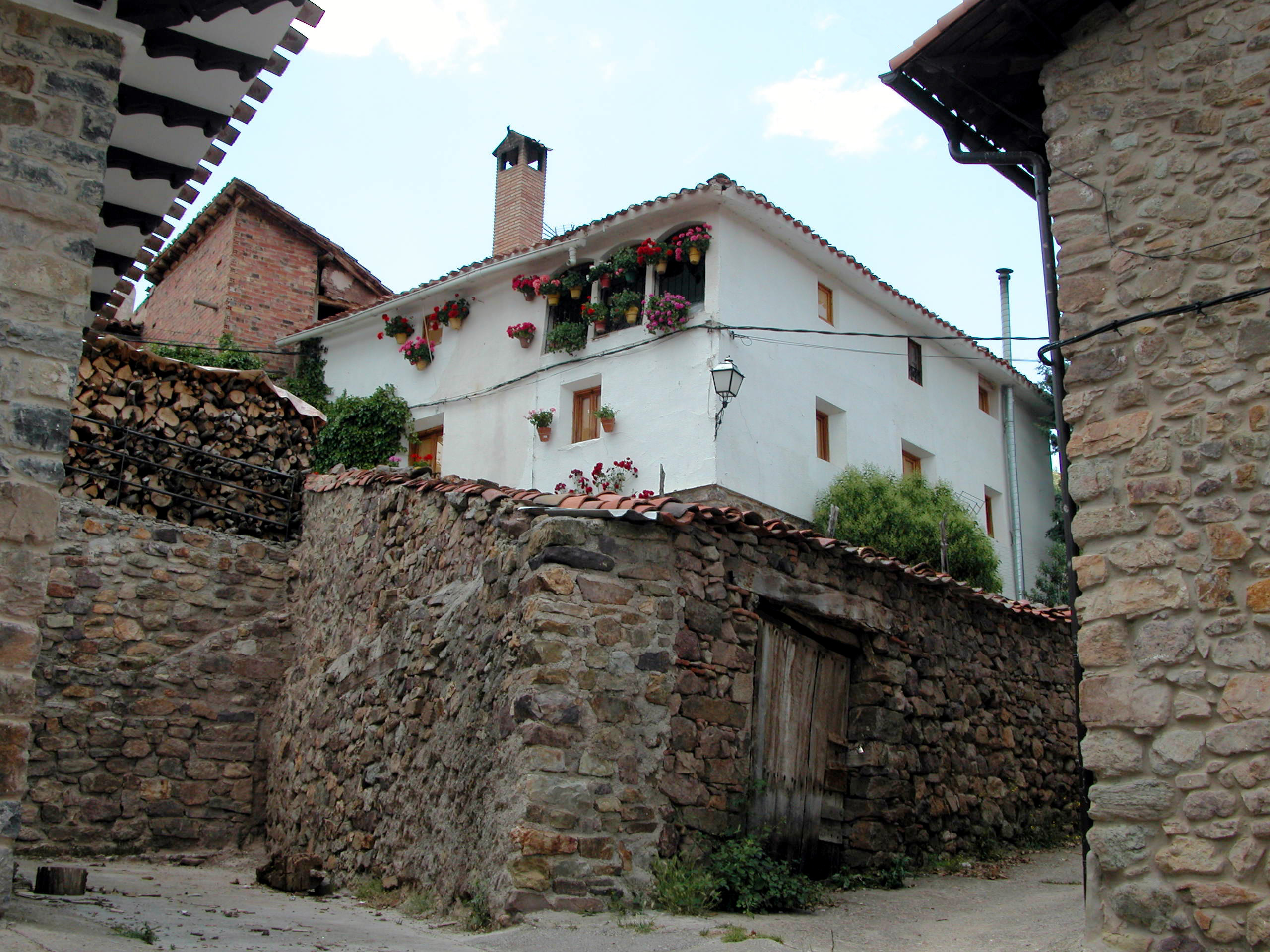
Una de sus bellas calles.